# Cixius deflexa
Cixius deflexa är en insektsart som beskrevs av Tsaur 1991. Cixius deflexa ingår i släktet Cixius och familjen kilstritar. Inga underarter finns listade i Catalogue of Life.